# Illerfissalik (Berg)

Illerfissalik vom Mellemlandet am Ende des Qooroq aus gesehen

Der Illerfissalik (nach alter Rechtschreibung Igdlerfigssalik, „wo es Material für Särge gibt“) ist ein grönländischer Berg im Distrikt Narsaq in der Kommune Kujalleq.

## Lage
Der Berg hat eine Höhe von 1752 m und liegt etwa 12 km nordöstlich von Igaliku. Am Fuß des Berges mündet der Fjord Qooroq in den Tunulliarfik.